# Chicago XXXIII: O Christmas Three
Chicago XXXIII: O Christmas Three es un álbum de estudio de la banda de rock estadounidense Chicago, publicado el 4 de octubre de 2011. El disco contiene una recopilación de canciones tradicionales navideñas, en un estilo similar al del álbum Chicago XXV: The Christmas Album de 1998.

## Lista de canciones
1. "Wonderful Christmas Time" - 3:50
2. "Rockin' Around the Christmas Tree" - 3:38
3. "I Saw Three Ships" - 3:15
4. "Merry Christmas, Happy Holidays" - 4:21
5. "What Are You Doing New Year's Eve?" - 5:16
6. "It's the Most Wonderful Time of the Year" - 3:42
7. "I'll Be Home for Christmas" - 3:36
8. "On The Last Night Of The Year" - 3:48
9. "Merry Christmas Darling" - 3:22
10. "Rockin' and Rollin' on Christmas Day" - 4:19
11. "My Favorite Things" - 3:30
12. "O Christmas Tree" - 3:54
13. "Jingle Bells" - 3:40
14. "Here Comes Santa Claus/Joy to the World" - 3:03

## Créditos
- Robert Lamm – teclados, voz
- Lee Loughnane – trompeta, bajo
- James Pankow – trombón
- Walter Parazaider – saxofón
- Jason Scheff – bajo, voz
- Tris Imboden – batería
- Keith Howland – guitarras, voz
- Lou Pardini – teclados, voz
- Drew Hester – percusión